# Grammy Award para Best Soul Gospel Performance by a Duo or Group, Choir or Chorus
Prêmio Grammy de Melhor Performance Soul Gospel por um Duo ou Grupo, Coral (do inglês: Best Soul Gospel Performance by a Duo or Group, Choir or Chorus) foi uma das categorias dos Grammy Awards apresentada de 1984 até 1990, concedido aos artistas participantes da melhor dupla ou grupo de Soul Gospel.
As várias categorias são apresentadas anualmente pela National Academy of Recording Arts and Sciences dos Estados Unidos em "honra da realização artística, proficiência técnica e excelência global na indústria da gravação, sem levar em conta as vendas de álbuns ou posições nas tabelas musicais".
A categoria foi apresentada primeiramente em 1983 na 26ª edição, quando Barbara Mandrell e Bobby Jones sagraram-se vencedores com a canção "I'm So Glad I'm Standing Here Today".
O prêmio foi retirado em 1990, onde o último vencedor da categoria, na 32ª edição em 1989, foi Daniel Winans com a canção "Let Brotherly Love Continue".

## Vencedores
- Grammy Awards de 1989 
  - Daniel Winans por Let Brotherly Love Continue
- Grammy Awards de 1988 
  - Take 6  por Take 6
- Grammy Awards de 1987 
  - Anita Baker & The Winans por Ain't No Need to Worry
- Grammy Awards de 1986 
  - The Winans por Let My People Go
- Grammy Awards de 1985 
  - The Winans por Tomorrow
- Grammy Awards de 1984 
  - Shirley Caesar e Al Green por Sailin' on the Sea of Your Love
- Grammy Awards de 1983
  - Barbara Mandrell & Bobby Jones por I'm So Glad I'm Standing Here Today

## Ligações Externas
- «Página oficial» (em inglês)